# Мозель (річка)
Мо́зель (фр. Moselle фр.: [mɔzɛl] ( прослухати); нім. Mosel [ˈmoːzl̩] ( прослухати); люксемб. Musel [ˈmuzəl] ( прослухати)) — річка у Франції, Люксембурзі та Німеччині.
Протяжність — 544 км. Впадає в Рейн у Кобленці, утворюючи так званий Німецький Кут (нім. Deutsches Eck). Одна з приток — річка Рувер.

## Граматика
Сучасною українською мовою річка Мо́зель — чоловічого роду
- знову йдуть запеклі артилерійські бої між Маасом і Мозелем [Архівовано 14 червня 2019 у Wayback Machine.] (Ярослав Гашек. Пригоди бравого вояка Швейка / Переклав з чеської Степан Масляк. Київ, «Дніпро», 1970. — 674 с.)
- Рейн з Мозелем зливається мовчазно біля Кобленца / То день і ніч Європа ревно молиться [Архівовано 19 червня 2018 у Wayback Machine.] (сторінка 14 [Архівовано 24 лютого 2020 у Wayback Machine.], Гійом Аполлінер. Із збірки «Алкоголі» / Микола Лукаш. Від Бокаччо до Аполлінера / Переклади / Серія «Майстри поетичного перекладу» / Київ, «Дніпро», 1990. — 510 с.)
- Рона з'єднана каналами з Рейном, Мозелем, Маасом, Сеною, Луарою (Рона, Великий Енциклопедичний словник)
- на шляху між Мозелем і родючою місцевістю Майфельд[ru] (Замок Ельц — Острів знань [Архівовано 24 листопада 2020 у Wayback Machine.])
- Війська д'Юм'єра прикрили простір між Лісом і Шельдою, де Буфлера — між Маасом і Мозелем, а Люксембург розгорнув основні сили в центрі (розділ 21, стор. 318, перед битвою при Флерюсі[en] у книзі: Леонтій Войтович, Віктор Голубко. Від професійних найманих армій до масових (мобілізаційних) армій (початок XVI ст. — початок XX ст.))
- на південних схилах над Мозелем, Рейном і Дунаєм [Архівовано 3 листопада 2017 у Wayback Machine.] (Сезон винобрання / Поступ, 7 листопада 2003)
- Німецьке інформаційне бюро повідомляє, що вчора між Мозелем і Сааром відзначалась більш пожвавлена розвідувательна і артилерійська діяльність, ніж в попередні дні («Zbruč», 17.11.1939)

У 1921 році зустрічаємо Мозе́лль жін. р., у книзі: Тарас Франко. Нарис історії римської лїтератури / Всесвітня Бібліотека № 17, під редакцією Івана Калиновича. Львів — Київ, 1921. — 224 с.
- над берегами Мозеллї / порівнує автор Мозеллю з іншими річками / Авзонїй. Апострофа до Мозеллї (частина) — в перекладі Тараса Франка, стор. 172—173